# Papyrus 36
Papyrus 36 (nach Gregory-Aland mit Sigel {\displaystyle {\mathfrak {P}}}36 bezeichnet) ist eine frühe griechische Abschrift des Neuen Testaments. Dieses Papyrusmanuskript des Johannesevangeliums besteht nur aus den Versen 3,14–18.31–32.34–35. Mittels Paläographie wurde es auf das 6. Jahrhundert datiert.
Der griechische Text des Kodex ist eklektisch. Aland ordnete ihn in Kategorie III ein.
Das Manuskript wird in der Biblioteca Medicea Laurenziana (PSI 3) in Florenz aufbewahrt.